# Satoru Sayama
Satoru Sayama (Shimonoseki, 27 novembre 1957) è un ex wrestler ed ex artista marziale misto giapponese, noto per essere stato il primo Tiger Mask.

## Carriera
Sayama debuttò nella New Japan Pro-Wrestling; ben presto la federazione lo mandò a farsi le ossa in Inghilterra, dove lottò come Sammy Lee, e in Messico, dove utilizzò il suo vero nome. Conquistò il suo primo titolo, l'NWA World Middleweight Championship nella federazione messicana Consejo Mundial de Lucha Libre.

### Tiger Mask

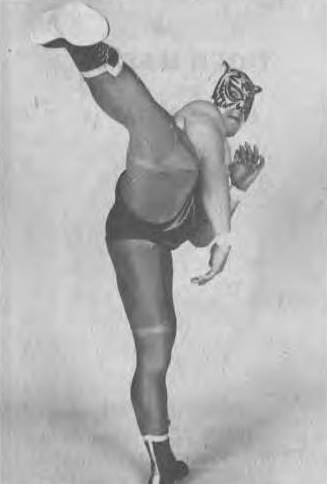
Tiger Mask nel 1983

Nel 1981 la NJPW era in cerca di un modo per attrarre giovani fan verso il suo prodotto. Ispirandosi all'omonimo anime, crearono il personaggio di Tiger Mask e la sua gimmick fu affidata al rientrante Sayama. Giovedì 23 aprile 1981, nel corso di un evento della NJPW, Tiger Mask fece il suo ingresso sul ring per combattere un match con in palio il vacante WWF Junior Heavyweight Championship contro Dynamite Kid. All'inizio, molti fan di puroresu giapponesi non videro di buon occhio che un personaggio dei fumetti potesse legittimamente competere per un titolo, per giunta al suo debutto; restarono scioccati quando Tiger Mask schienò Dynamite Kid con il suo German Suplex. Tiger Mask divenne immediatamente la star di primo piano della divisione junior heavyweight della NJPW. Inoltre, quel match fu il primo di una lunga serie di incontri tra i due lottatori divenuti un classico del puroresu e del wrestling in generale. L'incontro svoltosi dai due il 21 aprile 1983 fu il primo a ricevere una valutazione di "5 stelle" dal celebre esperto di wrestling Dave Meltzer.
Tiger Mask perse il titolo contro Black Tiger il 6 maggio 1982; qualche giorno dopo, il 25 maggio, riuscì a conquistare l'NWA World Junior Heavyweight Championship. La sera successiva, Tiger Mask sconfisse Black Tiger in un rematch per il WWF Junior Heavyweight Championship. La vittoria segnò l'inizio di una controversia tra la NJPW e la NWA: il board della NWA si affrettò a dichiarare vacante il titolo poiché alcuni membri ritenevano il titolo NWA alloro principale della divisione. La situazione si risolse nel corso del meeting annuale tra NWA e NJPW: Tiger Mask mantenne il titolo NWA e divenne l'unico wrestler a detenere simultaneamente l'NWA World Junior Heavyweight Championship ed il WWF Junior Heavyweight Championship.
Nel corso di un tag team match svoltosi il 3 aprile 1983 Sayama fu infortunato da Dynamite Kid; quando fu chiaro che avrebbe avuto bisogno di diverso tempo lontano dal ring per recuperare, fu obbligato a rendere vacante il titolo NWA. Al suo ritorno sul ring riconquistò la cintura, sconfiggendo l'allora campione Kuniaki Kobayashi il 2 giugno 1983 e diventando per la seconda volta detentore delle due cinture simultaneamente.
Il 1983 fu tuttavia un anno difficile per Sayama, il quale iniziò a provare un forte senso di insoddisfazione causato dalle politiche del dietro le quinte. Annunciò il suo ritiro dalle competizioni il 12 agosto 1983, lasciando di stucco il mondo del wrestling; al momento del suo ritiro Tiger Mask era il punto di riferimento della sua categoria e deteneva due dei più importanti Junior Heavyweight Championship del tempo, entrambi resi vacanti in seguito all'abbandono del detentore.

### Universal Wrestling Federation
Nel 1984, dopo circa un anno di inattività, Sayama ricomparve nella giapponese Universal Wrestling Federation. A quel tempo la All Japan Pro Wrestling aveva acquistato i diritti sul nome e sulla gimmick di Tiger Mask e l'aveva assegnata a Mitsuharu Misawa (Tiger Mask II). Sayama optò per l'uso del suo vero nome, ma alle volte vestì i panni di Super Tiger, con il costume colorato di viola invece del classico giallo. Sayama diede vita a memorabili match contro Akira Maeda, ma tra i due il feeling venne presto meno: si presentarono i primi disaccordi, col tempo sempre più forti, circa lo stile da utilizzare nella federazione (Sayama era per aumentare l'uso dei calci, mentre Maeda avrebbe voluto più prese di sottomissione). La situazione divenne talmente insostenibile che nel corso dell'ennesimo match tra Sayama e Maeda nel 1985, Maeda colpì con un violento calcio l'inguine di Sayama, venendo squalificato. Sayama lasciò la UWF tra le proteste degli altri wrestler della federazione, che non provavano molta stima nei suoi confronti a causa della sua arroganza.

### Lontano dal wrestling
Sayama abbandonò definitivamente il wrestling e passò gli anni successivi criticando l'intero movimento; scrisse inoltre un libro che svelò ai fan giapponesi i segreti che si celano dietro al business del wrestling.
Nel 1986 fondò lo Shooto, realizzando finalmente il suo sogno di diventare un allenatore di arti marziali miste.

### Ritorno
Nel 1995 fu offerta a Sayama l'occasione di tornare a lottare nell'ambito del puroresu per un match contro il suo mentore Antonio Inoki. Poiché vi era già un Tiger Mask sulla scena, il suo allievo Tiger Mask IV, Sayama usò il nome di Tiger King, ricorrendo ad un costume color oro. Sayama perse il match ma fece un'ottima impressione.
Negli anni successivi ha lottato sporadicamente nel circuito indipendente, ricorrendo alla gimmick di Original (Shodai) Tiger Mask. Nel 1998 fu invitato da Inoki a diventare membro della sua nuova federazione, la Universal Fighting Organization. Sayama accettò, ma abbandonò l'incarico un anno dopo per creare una federazione tutta sua, la Seikendo.
Qualche tempo fa ha preso parte ad alcuni show di una nuova organizzazione chiamata Real Japan Pro Wrestling con la nuova gimmick di "Super Tiger #2". Dopo trent'anni di carriera (inclusi gli anni lontano dal wrestling, durante i quali è stato attivamente impegnato nel mondo delle arti marziali miste), Sayama prende ancora parte a match contro wrestler sulla strada per diventare leggende del puroresu, come Shinjiro Otani e l'AJPW Triple Crown Heavyweight Championship Minoru Suzuki.

## Personaggio

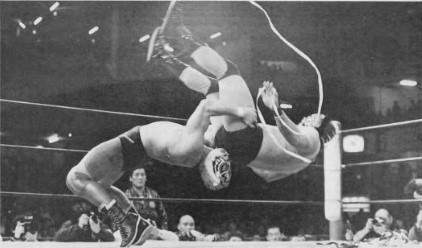
Tiger Mask esegue un german suplex su Black Tiger (1982)

Mossa finale
- Tiger suplex

## Titoli e riconoscimenti
- Consejo Mundial de Lucha Libre
  - NWA World Middleweight Championship (1)
- National Wrestling Alliance
  - NWA World Junior Heavyweight Championship (2)
- World Wrestling Federation
  - WWF Junior Heavyweight Championship (3)

- Wrestling Observer Newsletter
  - Best Technical Wrestler (1982)
  - Best Flying Wrestler (1982)
  - Worked Match of the Year - contro Dynamite Kid (1982)
  - Best Technical Wrestler (1983)
  - Best Flying Wrestler (1983)
  - 5 Star Match - contro Dynamite Kid (23 aprile 1983)
  - Membro della Wrestling Observer Newsletter Hall of Fame (introdotto nel 1996)